# Rytigynia lecomtei
Rytigynia lecomtei är en måreväxtart som beskrevs av Robyns. Rytigynia lecomtei ingår i släktet Rytigynia och familjen måreväxter. Inga underarter finns listade i Catalogue of Life.